# Edi Linser

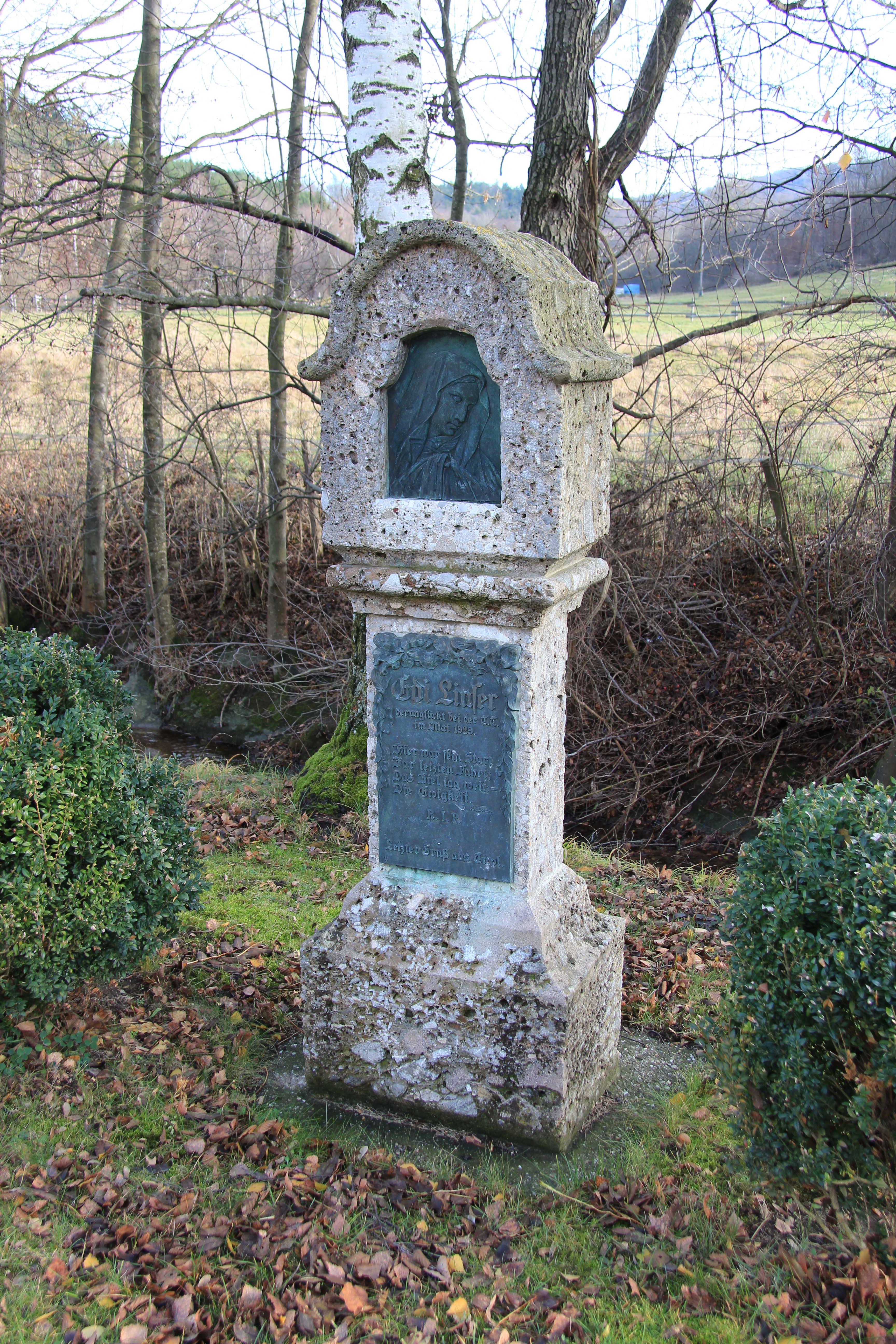
Gedenkstein in Wolfsgraben

Edi Linser (* 23. Juli 1894 in Innsbruck; † 12. Mai 1929 in Wien) war ein österreichischer Motorradrennfahrer.

## Karriere
Linser war in den 1920er-Jahren einer der bekanntesten Motorradrennfahrer seines Heimatlandes. Er begann 1924 auf einer Sunbeam und startete zunächst bei den zahlreichen Bergrennen in der Umgebung seiner Heimatstadt Innsbruck. Außerdem befuhr er als erster Motorradfahrer zahlreiche Pässe in den Alpen, darunter das 2211 m s.l.m. hohe Penser Joch auf einer Sunbeam 600 SV. 
Zwischen 1924 und 1928 gewann Linser fünf Mal in Folge das Zirler-Bergrennen sowie zwischen 1926 und 1928 drei Mal in Folge das Salzbergrennen in Berchtesgaden. Außerdem wurde er unter anderem auf 500-cm³-Sunbeam 1926 Dritter bei der Österreichischen Tourist Trophy und 1928 Fünfter beim Großen Preis von Deutschland auf dem Nürburgring.
Der Tiroler Edi Linser kam am 12. Mai 1929 bei der VII. Österreichischen Tourist Trophy, die auf der 18,1 km langen Strecke Breitenfurt bei Wien–Laab im Walde–Wolfsgraben stattfand, ums Leben. Auf regennasser Straße kam er in der dritten Runde des Rennens der 500-cm³-Klasse mit seiner Sunbeam TT90 auf einem abschüssigen Teilstück nahe Wolfsgraben ins Schleudern und stürzte. Dabei prallte er gegen eine Eisenbarriere und danach gegen einen Baum. Linser zog sich schwere Kopfverletzungen zu, denen er im Krankenhaus Lainz in Wien kurze Zeit später erlag.
Edi Linser liegt in Innsbruck-Wilten begraben. Ihm zu Ehren wurde in Wolfsgraben ein Gedenkstein errichtet, außerdem wurde dort auch die Edi Linser-Straße nach ihm benannt.